# 양하영
양하영(본명: 신하영, 1961년 6월 14일 ~ )은 대한민국의 가수이며 1983년 2인조 그룹 '한마음'으로 데뷔했다.

## 학력
- 청운대학교 대학원 실용음악학 석사 졸업

## 경력
- 2013년 한국싱어송라이터협회 부회장
- 2019년 양평군 홍보대사

## 수상
- 1984년 KBS 가요대상 듀엣부문상
- 1985년 KBS 가요대상 듀엣부문상
- 2012년 한국을 빛낸 자랑스런 한국인 대상
- 2012년 동물 평화상
- 2014년 제20회 대한민국 연예예술상 포크싱어상

## 데뷔
- 1983년 1집 앨범 "가슴앓이"

## 음반
- 1983년 1집 가슴앓이
- 1984년 한마음 2집
- 1985년 한마음 다시 부르고 싶은 노래 (부두 / 나하나의 사랑)
- 1986년 한마음 3
- 1987년 한마음 베스트
- 1988년 촛불켜는 밤
- 1991년 양하영 3
- 2000년 한마음의 모든 것
- 2009년 베스트
- 2015년 양하영 시낭송 앨범 - 그대 꽃처럼
- 2016년 엄마 그리워요
- 2017년 청춘아 어디로 가니
- 2018년 생명사랑(어쿠스틱, 레게 Ver.)